# Pooja Bhatt

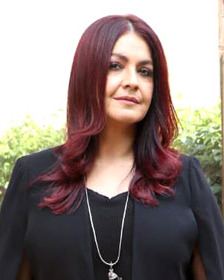
Pooja Bhatt, 2019

Pooja Bhatt (Hindi पूजा भट्ट Pūjā Bhaṭṭ; * 24. Februar 1972 in Bombay, Maharashtra) ist eine indische Schauspielerin, Filmproduzentin und Filmregisseurin.

## Leben
Ihr Debüt hatte sie 1989, im Alter von 17 Jahren, im TV-Film Daddy, in dem ihr Vater Mahesh Bhatt Regie führte.
Zum letzten Mal war Bhatt 2001 als Filmschauspielerin in Everybody Says I’m Fine! zu sehen. Seitdem ist sie als Filmemacherin tätig. Der erste Film, in dem sie Regie führte, war Paap – Eine verhängnisvolle Sünde.

## Filmografie
Schauspieler
- 1990: Daddy
- 1991: Sadak
- 1991: Dil Hai Ki Manta Nahin
- 1992: Jaanam
- 1992: Saatwan Aasman
- 1992: Junoon
- 1992: Prem Deewane
- 1993: Sir
- 1993: Chor Aur Chand
- 1993: Pehla Nasha
- 1993: Tadipaar
- 1993: Phir Teri Kahani Yaad Aayee
- 1994: Naaraaz
- 1994: Kranti Kshetra
- 1995: Guneghar
- 1995: Hum Dono
- 1995: Angrakshak
- 1996: Kalloori Vaasal
- 1996: Chaahat – Momente voller Liebe und Schmerz (Chaahat)
- 1997: Border
- 1997: Tamanna
- 1998: Pooja I Love You
- 1998: Kabhi Na Kabhi
- 1998: Angaaray
- 1998: Zakhm
- 1998: Yeh Aashiqui Meri
- 1999: Dhundh (Fernsehserie)
- 2000: Sanam Teri Kasam
- 2001: Everybody Says I’m Fine!

Produzent
- 1997: Tamanna
- 1998: Dushman
- 1998: Zakhm
- 1999: Dhundh (Fernsehserie)
- 2003: Jism
- 2003: Paap – Eine verhängnisvolle Sünde (Paap)
- 2003: Aap Jo Bolen Haan Toh Haan (Fernsehserie)
- 2005: Vaada
- 2005: Rog – Wenn Liebe krankhaft wird (Rog)
- 2006: Holiday
- 2012: Jism 2

Regie
- 2003: Paap – Eine verhängnisvolle Sünde (Paap)
- 2006: Holiday
- 2007: Dhokha
- 2010: Kajraare
- 2012: Jism 2

## Auszeichnungen
- 1991: Filmfare Award/Lux New Face als Schauspielerin für Daddy
- 1997: National Film Award/Bester Film über Sozialthemen als Produzentin für Tamanna
- 1999: Nargis Dutt Award als Produzentin für Zakhm
- 1999: Bollywood Movie Award/Kritikerpreis – Beste Darstellerin für Zakhm